# Die goldenen Jahre
Die goldenen Jahre ist ein Film aus dem Jahr 2022 der schweizerischen Regisseurin Barbara Kulcsar, nach dem Drehbuch von Petra Volpe. Der Kinostart in Deutschland war am 17. November 2022.

## Inhalt
Das schweizerische Ehepaar Alice und Peter Waldvogel, seit 42 Jahren verheiratet, entdeckt nach dem 65. Geburtstag des Mannes und seiner Pensionierung, dass sein Bedürfnis nach «Ausschlafen» im krassen Widerspruch zum Tatendrang seiner Frau steht. Als sie sich auch während einer Mittelmeer-Kreuzfahrt auf der Costa Smeralda kaum näherkommen, kehrt Alice von einem Landausflug kurzentschlossen nicht wieder aufs Schiff zurück. Nachdem sie herausfindet, dass ihre beste Freundin Magali, die beim Wandern völlig überraschend verstirbt, eine langjährige Affäre in Frankreich hatte, beginnt auch sie über ihre Bedürfnisse nachzudenken. 
Die Emanzipationskomödie schildert zuerst mit leisen dramatischen Tönen die aus dem Lot geratene Beziehung, um dann zurückhaltend den Ausbruch zu beschreiben. (Alice: «Ich bin 65, nicht 90!»)

## Kritik
„‚Die goldenen Jahre‘ ist... kein großes Kino, sondern eine kleine, aber feine Emanzipationskomödie. Der Bildausschnitt ist oft eng gewählt, der Schnitt nicht raffiniert, die Erzählung gradlinig. Doch der Blick der Regisseurin auf die Figuren und das Geschehen ist wach und unvoreingenommen. Die unprätentiöse Inszenierung lässt auch den Darstellern viel Raum, sich zu entwickeln. Vor allem Esther Gemsch weiß diesen zu nutzen und vermag es, Alice im Laufe des Films von einer angestrengt munteren Mittelstandsgattin zu einer frei ihr eigenes Leben genießenden Mittsechzigerin zu verwandeln.“

„Sie möchte lukullisch cruisen, während er asketisch biken will. Das hat die übliche Kollisions-Kapriolen einer Komödie zur Folge. Und ist dank Geldern vom SRF und dem ZDF auch im schicken 20-Uhr-15-Look verfilmt. Doch mit zwei Powerhouses des Schweizer Films an den heiklen Stellen wird da doch noch etwas mehr Subversion in die Geschichte gepackt.“

## Synchronisation
Für diesen Film wurde eine hochdeutsche Fassung nach dem Dialogbuch und der Synchronregie von Andreas Drost erstellt. Die Synchronsprecher sind dieselben wie in der schweizerdeutschen Fassung.

## Auszeichnungen
Die Deutsche Film- und Medienbewertung (FBW) hat den Film mit dem Prädikat „besonders wertvoll“ ausgezeichnet.